# 上肴町
上肴町（かみさかなまち）は、愛知県岡崎市にあった町名。

## 歴史
額田郡岡崎上肴町を前身とする。
正保年間に、伝馬町の本陣や旅籠屋に魚鳥類を手近に供給するため魚市場を新設することになり、岡崎城西の肴町から分かれて成立した。その際、従来の肴町は「下肴町」（後の魚町）と改称している。

### 沿革
- 1876年（明治9年） - 一部が六供村となる[3]。
- 1889年（明治22年）10月1日 - 町村制施行に伴い、額田郡岡崎町大字上肴となる[3]。
- 1916年（大正5年）7月1日 - 市制施行に伴い、岡崎市大字上肴となる[4]。
- 1917年（大正6年）7月1日 - 上肴町に改称[4]。
- 1957年（昭和32年）11月15日 - 全域が花崗町1丁目・伝馬通1丁目となり廃止[4]。